# F.L.E. Smith
Frederik Ludvig Erik Smith (1829-93) var en dansk læge og personalhistoriker. 
Smith var en søn af proprietær Rasmus Smith og Caroline Louise født Heiberg og fødtes 30. juni 1829 på Toftegaard i Vendsyssel. Han blev i 1849 student fra Horsens Skole, studerede medicin, fungerede i 1853 som koleralæge i København og tog i 1857 lægeeksamen, hvorefter han i flere år var kandidat ved Almindeligt Hospital. 
Melem 1862-64 foretog han en særlig rejse for at studere hygiejne og retslægevidenskab – han aspirerede den gang til det planlagte nye professorat i disse fag – men dyrkede samtidig studiet af den kliniske medicin og udgav i 1863 "Ledetraad i Brystsygdommenes fysikalske Undersøgelse" der gennem en lang årrække blev benyttet af studerende. 
Mellem 1865-67 var han medicinsk reservelæge ved Kommunehospitalet og nedsatte sig i 1869 i Vejle, hvor han derefter virkede som en meget anset og beskæftiget læge, fra 1877 tillige som sygehuslæge. Hvad han her havde af otium, anvendte han til en allerede tidligere påbegyndt energisk syslen med de danske lægers personalhistorie, og som frugt heraf udgav han sammen med sin stadige medhjælper Curtius Bladt meget udvidede og forbedrede nye Udgaver af "Den danske Lægestand". Efter længere tids sygelighed døde han ugift 12. september 1893. Hans righoldige, med den yderste påpasselighed og samvittighedsfuldhed nedskrevne personalhistoriske samlinger kom efter hans død til det store kongelige bibliothek. 
Han blev Ridder af Dannebrog i 1890.